# Строчный гасящий импульс

Строчный гасящий импульс и строчный синхроимпульс аналогового видеосигнала

Стро́чный гася́щий и́мпульс (англ. Horizontal blanking interval) — составляющая телевизионного видеосигнала, существующая для гашения электронного луча во время обратного хода строчной развёртки.
Стандартом ГОСТ 21879-88 «Телевидение вещательное. Термины и определения» определяется как «импульсы строчной частоты, предназначенные для образования постоянного уровня в телевизионном видеосигнале во время обратного хода строчной развёртки и для гашения развёртывающего луча во время обратного хода». Для надёжного запирания электронной пушки кинескопа гасящий импульс передаётся на уровне «чёрного», то есть соответствующем чёрному цвету изображения. Строчные гасящие импульсы генерируются синхрогенератором видеокамеры, видеомагнитофона или видеокартой компьютера в конце активной части каждой строки изображения и представляют собой импульс прямоугольной формы, превышающий длительность обратного хода на величину запаса гашения. На телецентрах строчные гасящие и синхроимпульсы генерируются автономным синхрогенератором с кварцевой стабилизацией централизованно для всех аппаратных, работающих в ведомом режиме синхронизации. Такая организация обеспечивает высокую стабильность строчной частоты в эфире.

## Состав гасящего импульса
Строчные гасящие импульсы передаются во время обратного хода строчной развёртки и содержат строчные синхроимпульсы, предназначенные для строчной синхронизации развёрток передающего и принимающего устройств. Синхроимпульсы передаются на уровне «чернее чёрного» для удобства их обнаружения в полном видеосигнале. В соответствии с требованиями ГОСТ 7845-92 «Система вещательного телевидения. Основные параметры. Методы измерений» при отсчёте от уровня белого «100 %» уровню чёрного (гашения) соответствует «0», а уровень синхроимпульсов принимается равным «−43 %». Стандарт NTSC предусматривает небольшой запас уровня гасящих импульсов, чуть более низкого относительно чёрного, и этот уровень называется «пьедесталом».
В видеосигнале европейского стандарта разложения 576i длительность строчного гасящего импульса составляет 12 мкс и занимает почти пятую часть строки длительностью 64 мкс. Длительность синхроимпульса составляет 5 мкс.
В цветном видеосигнале стандартов PAL и NTSC, использующих квадратурную модуляцию поднесущей, после синхроимпульса каждый гасящий импульс содержит импульс поднесущей (англ. colorburst), передаваемый в качестве опорного сигнала фазовой синхронизации. В системе PAL фаза поднесущей соседних цветовых вспышек повёрнута на 90° друг относительно друга для цветовой синхронизации. В современной системе SECAM на задней площадке строчного гашения также передаются пакеты немодулированной поднесущей, служащие для цветовой синхронизации одновременно со стандартным цветовым опознаванием. Эта защитная вспышка изначально использовалась в системе для предотвращения сбоя амплитудного ограничителя сигнала цветности.
Форма, длительность и уровни строчных гасящих и синхроимпульсов современного аналогового телевидения нормируется международными стандартами в соответствии с рекомендацией ITU BT.1700 для совместимости устройств и возможности обмена телепрограммами.

## Цифровое телевидение
В несжатом цифровом видеосигнале строчные гасящие импульсы занимают 144 отсчёта строки из 864, приходящихся на её длительность 64 мкс стандарта 576i. Цифровой сигнал строчного гасящего импульса всегда начинается одной служебной последовательностью — EAV (англ. end of active video), и заканчивается другой — SAV (англ. start of active video) по 4 байта каждая. Четвёртый байт каждой из них содержит информацию о типе передаваемого сигнала: начало или конец строки, чётный или нечётный полукадр и тип синхроимпульса. Такая организация кода позволяет обходиться без дополнительных сигналов кадровой и строчной синхронизации, осуществляя внутреннюю синхронизацию видеосигнала.
280 байт информации в интервале строчного гасящего импульса могут быть использованы для передачи служебной информации, в том числе многоканального звукового сопровождения.